# 大衛·馬修樂團
大衛·馬修樂團（英語：Dave Matthews Band，簡稱DMB）是於1991年在維吉尼亞州夏綠蒂鎮成立的美國搖滾樂團，其創始成員有主唱兼吉他手大衛·馬修、貝斯手斯特凡·萊薩德、鼓手兼和聲歌手卡特·博福德、小提琴手兼和聲歌手博伊德·廷斯利和薩克斯風手李羅伊·摩爾。截至2024年，馬修、萊薩德和博福德都還留在團內。作為一支即興樂團，大衛·馬修樂團以每次演出都演奏不同的歌曲而聞名。
大衛·馬修樂團於1994年發行的首張錄音室專輯《Under the Table and Dreaming》曾六度獲得白金唱片認證。截至2018年，樂團已售出超過2500萬張音樂會門票以及總計3900萬張CD和DVD。樂團的專輯《Come Tomorrow》於2018年發行時在告示牌二百大專輯榜上空降榜首之位，讓樂團創下連續七張錄音室專輯都空降榜首的紀錄。樂團於1996年以〈So Much to Say〉一曲贏得了葛萊美最佳組合搖滾表演獎。2024年，大衛·馬修樂團入選搖滾名人堂。

## 成員
現任成員
- 大衛·馬修（Dave Matthews） – 主唱、節奏吉他、原聲吉他、鋼琴 (1991年–現在)
- 斯特凡·萊薩德（Stefan Lessard） – 貝斯 (1991年–現在)
- 卡特·博福德（Carter Beauford） – 爵士鼓、打擊樂器、和聲 (1991年–現在)
- 拉尚·羅斯（Rashawn Ross） – 小號、打擊樂器、和聲 (2006年–現在，2005年為客座樂手)
- 傑夫·科芬（Jeff Coffin） – 薩克斯風、木管樂器 (2008年–現在，1997年–2003年及2006年為客座樂手)
- 提姆·雷諾（Tim Reynolds） – 主音吉他 (2008年–現在，1993年–1995年、1998年及2004年為客座樂手)
- 巴迪·史壯（Buddy Strong） – 鍵盤、和聲 (2018年–現在)[5]

前成員
- 李羅伊·摩爾（LeRoi Moore） – 薩克斯風、木管樂器 (1991年–2008年；2008年去世)
- 彼得·格里薩（Peter Griesar） – 鍵盤、和聲、口琴 (1991年–1993年)
- 博伊德·廷斯利（Boyd Tinsley） – 小提琴、和聲、曼陀林 (1992年–2018年，1991年–1992年為客座樂手)
- 布奇·泰勒（Butch Taylor） – 鍵盤、和聲 (2001年–2008年，1998年–2000年及2017年為客座樂手)

## 作品列表
錄音室專輯
- 《Under the Table and Dreaming（英语：Under the Table and Dreaming）》（1994年9月27日）
- 《Crash（英语：Crash (Dave Matthews Band album)）》（1996年4月30日）
- 《Before These Crowded Streets（英语：Before These Crowded Streets）》（1998年4月28日）
- 《Everyday（英语：Everyday (Dave Matthews Band album)）》（2001年2月27日）
- 《Busted Stuff（英语：Busted Stuff）》（2002年7月16日）
- 《Stand Up（英语：Stand Up (Dave Matthews Band album)）》（2005年5月10日）
- 《Big Whiskey & the GrooGrux King（英语：Big Whiskey & the GrooGrux King）》（2009年6月2日）
- 《Away from the World（英语：Away from the World）》（2012年9月11日）
- 《Come Tomorrow（英语：Come Tomorrow (album)）》（2018年6月8日）
- 《Walk Around the Moon（英语：Walk Around the Moon）》（2023年5月19日）

## 外部連結
- 官方网站